# Hanabi Taikai

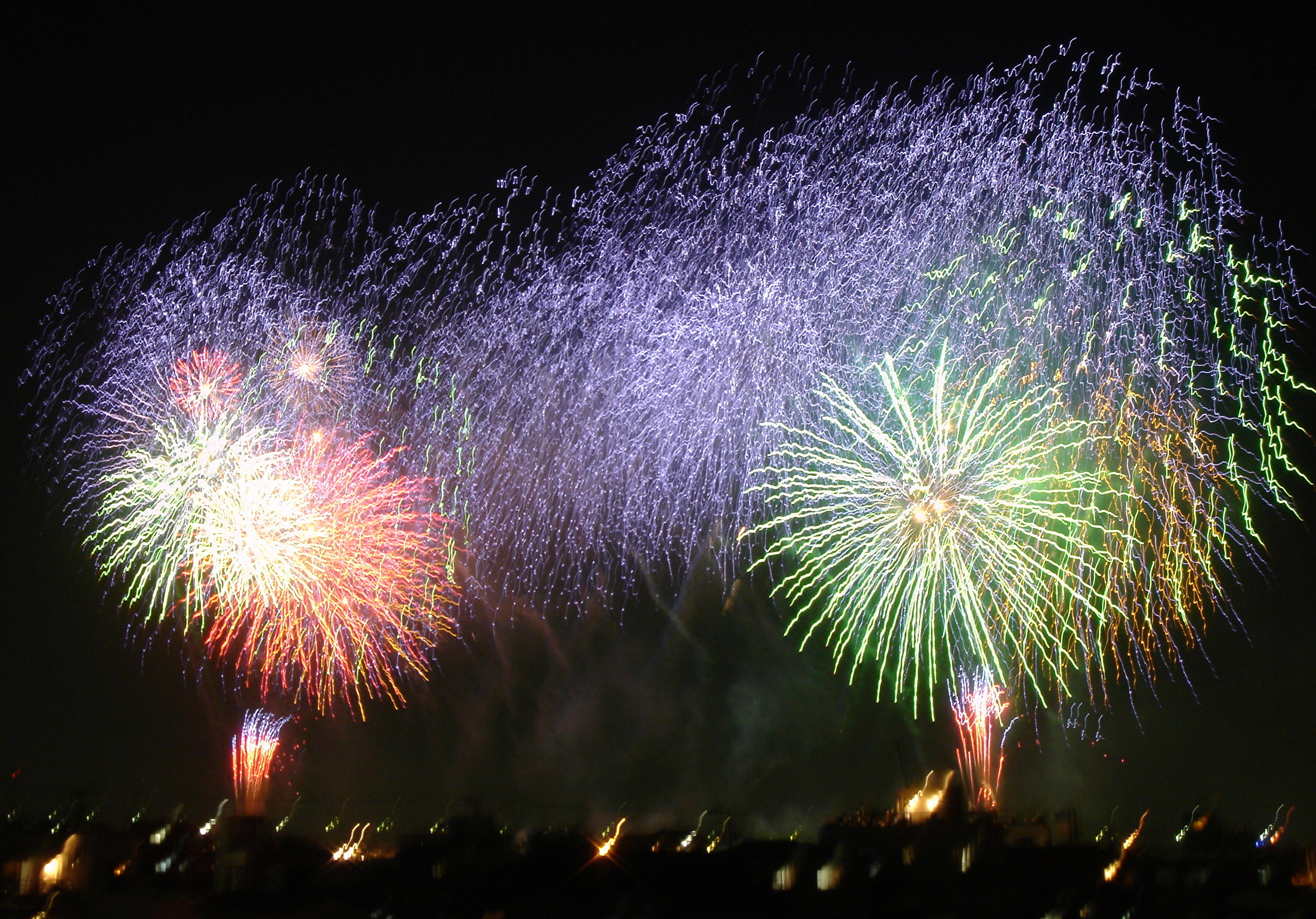
Hanabi Taikai em Adaichi-ku, Tóquio

O Hanabi Taikai (花火大会, Festival de Fogos de Artifício) é uma festividade japonesa realizada durante o verão, em várias províncias por todo o país, e outono onde são queimados muitos fogos de artifício.

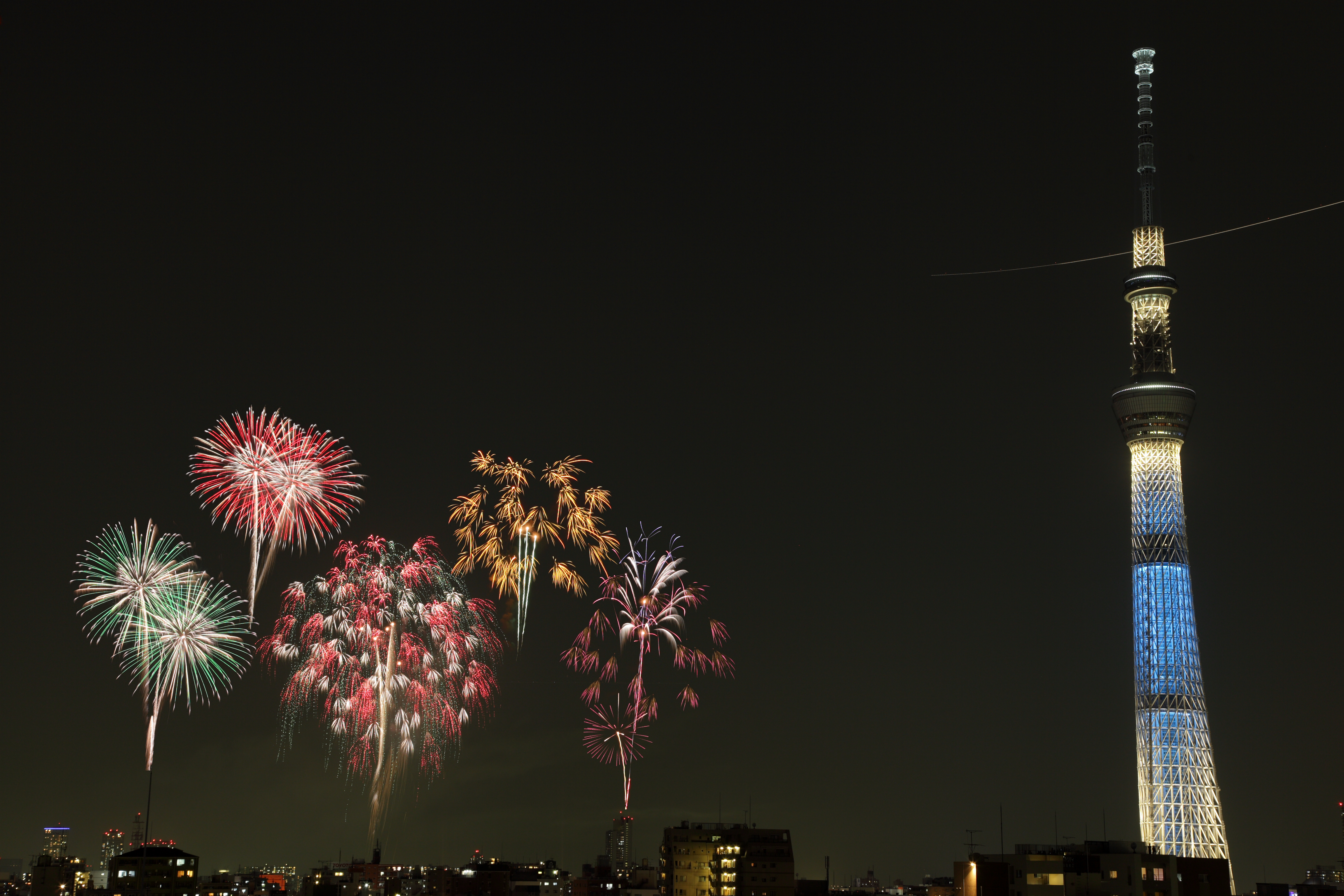
Rio Sumida

Em 1648 o xogunato proibiu o lançamento de fogos de artifício se não às margens do Rio Sumida.
O Hanabi é  realizado no dia 28 de maio às margens do Rio Sumida, seguindo o antigo calendário do Japão, e no dia 1 de Agosto, data em que os festivais de Hanabi foram liberados no período do pós-guerra em 1948.

## Ligações Externas
- Começa a temporada de fogos no Japão
- Japanese Fireworks Homepage (em inglês)